# Rombiolo
Rombiolo est une commune de la province de Vibo Valentia dans la région Calabre en Italie.

## Administration
| Période                                  | Période  | Identité      | Étiquette       | Qualité |
| ---------------------------------------- | -------- | ------------- | --------------- | ------- |
| 15 juin 2004                             | En cours | Mario Ferraro | Centro-Sinistra |         |
| Les données manquantes sont à compléter. |          |               |                 |         |

### Hameaux
Pernocari, Presinaci, Orsigliadi, Moladi Garavati

### Communes limitrophes
Filandari, Limbadi, San Calogero, Spilinga, Zungri